# رنو ویلموتس
رنو ویلموتس (زادهٔ ۱۶ مارس ۱۹۹۷) بازیکن فوتبال اهل بلژیک است که در پست هافبک برای باشگاه فوتبال بیشلیه در سری سی بازی می‌کند.
از باشگاه‌هایی که در آن بازی کرده‌است می‌توان به باشگاه فوتبال سنت ترویدنس اشاره کرد؛ وی همچنین در تیم ملی فوتبال زیر ۱۹ سال بلژیک بازی کرده‌است.
وی فرزند مارک ویلموتس، بازیکن سابق تیم ملی بلژیک، است.